# Фальковский, Георгий Эдуардович
Гео́ргий Эдуа́рдович Фалько́вский (англ. George E. Falkowski; родился 25 сентября 1935 года, Москва) — российский кардиохирург и учёный, крупнейший российский специалист по анатомии сердца, лауреат Государственной премии СССР (1988), лауреат премии им. А. Н. Бакулева (2010).

## Биография
Родился в 1935 году в Москве. Отец — американский писатель-социалист Edward J. Falkowski (1901—1984), приехавший в 1930 году в Советский Союз и работавший корреспондентом газеты The Moscow News. В 1937 году, в разгар сталинских репрессий, Edward Falkowski вернулся в США, оставив жену с сыном в Москве.
Георгий Фальковский окончил лечебный факультет 1-го ММИ им. И. М. Сеченова, после чего 2 года работал хирургом в г. Ленинске-Кузнецком в Сибири. В 1961 году вернулся в Москву, где поступил в аспирантуру на кафедру топографической анатомии и оперативной хирургии. Дата обращения: 23 октября 2010. Архивировано из оригинала 24 августа 2012 года. 1-го ММИ им. И. М. Сеченова к акад. В. В. Кованову. 
В 1965 году защитил кандидатскую диссертацию  на тему «Аутогенная оксигенация при искусственном кровообращении (экспериментальное исследование)».
После окончания аспирантуры работал ассистентом на прежней кафедре. Проводил практические занятия со студентами, среди которых был будущий директор НЦССХ им. А. Н. Бакулева Лео Бокерия. Принимал активное участие в работе кафедрального студенческого научного кружка.
В 1967 году перешел работать на должность старшего научного сотрудника в Институт сердечно-сосудистой хирургии им. А. Н. Бакулева под руководством акад. В. И. Бураковского. В Институте руководил лабораторией пересадки сердца, затем около 20 лет заведовал отделением хирургии врожденных пороков сердца у детей раннего возраста.
В 1976 году получил степень доктора медицинских наук, защитив диссертацию на тему: «Вопросы пересадки сердца (экспериментальное исследование)». Материалы диссертации легли в основу первой в СССР монографии по пересадке сердца . В связи с существовавшим в то время запретом на пересадку сердца в СССР, книга была издана на окраине Союза, в Грузии, и в настоящее время является библиографической редкостью.
В 1979 г. стал одним из героев документального фильма "Сердце" Леонида Гуревича и Лео Бакрадзе.
Один из авторов единственного в СССР и России «Руководства по сердечно-сосудистой хирургии», в котором написал главы по анатомии и некоторым врожденным порокам сердца.
В 1991 году совершил алию в Израиль, где работал на должности старшего кардиохирурга в отделении кардиоторакальной хирургии Медицинского центра Шаарей Цедек в Иерусалиме.
В начале 2000-х гг. эмигрировал в США, где в течение 2-х лет читал лекции по анатомии сердца в Гарвардском университете.
В настоящее время проживает в городе Хантингтон, штат Нью-Йорк.
Научные интересы: анатомия сердца, детская кардиохирургия.
С начала 2000-х гг. и до 2014 г. ежегодно приезжал в Москву для чтения весьма популярного сертификационного цикла по сердечно-сосудистой хирургии, проходящего в НЦССХ им. А. Н. Бакулева РАМН.
В 2010 году награждён премией им. А. Н. Бакулева с формулировкой «за большой личный вклад в развитие хирургии врожденных пороков сердца и подготовку кадров».

## Цитаты
Right atrium can forgive, but it never forgets. 
Из лекции Г.Э. Фальковского по анатомии правого предсердия.

## Труды
- Фальковский Г. Э., Крупянко С. М. Сердце Ребенка. / Москва, 2010. Дата обращения: 1 марта 2010. Архивировано из оригинала 31 декабря 2011 года.
- Фальковский Г. Э., Крупянко С. М. Сердце ребенка. Книга для родителей о врожденных пороках сердца (2-е издание). / Москва, Издательство «Никея», 2011 г. — 228 с.
- Бураковский В. И., Фролова М. А., Фальковский Г. Э.  Пересадка сердца: вопросы клиники и теории. Тбилиси: Сабчота Сакартвело, 1977, — 236 с.
- Фальковский Г. Э. Вопросы пересадки сердца (экспериментальное исследование). Диссертация доктора мед. наук — Москва, 1976, — 356 с.
- Фальковский Г.Э. Аутогенная оксигенация при искусственном кровообращении (экспериментальное исследование). - Диссертация кандидата мед. наук - Москва, 1965.
- Фальковский Г.Э. Экскурс в проблему легочной гипертензии. Детские болезни сердца и сосудов. 2008, N1, с. 17-26.
- Фальковский Г.Э. История одной великой операции. Детские болезни сердца и сосудов. 2011, N4, с. 56-62.
- Фальковский Г.Э. Строение сердца и анатомические основы его функции. Материалы курса лекций. - Москва, 2014, - 217 с.
- Хирургическая анатомия сердца по Уилкоксу / Р.Г. Андерсон, Д.Е. Спайсер, Э.М. Хлавачек, Э.К. Кук, К.Л. Бейкер; пер. с англ.; под ред. Г.Э. Фальковского, С.П. Глянцева, Ю.С. Глянцевой. - М.: Логосфера, 2015. - 456 с.
- Фальковский Г.Э. Письмо в редакцию. Патология кровообращения и кардиохирургия. 2017;21(3S):107-109
- Оригинальная публикация: Введение. Краткая история вопроса // Б. Бураковский, М. Фролова, Г. Фальковский. Пересадка сердца. Вопросы клиники и теории. Тбилиси: Сабчота Сакартвело, 1977. С. 3–17. Публикуется с официального разрешения Г.Э. Фальковского.